# Spantekow

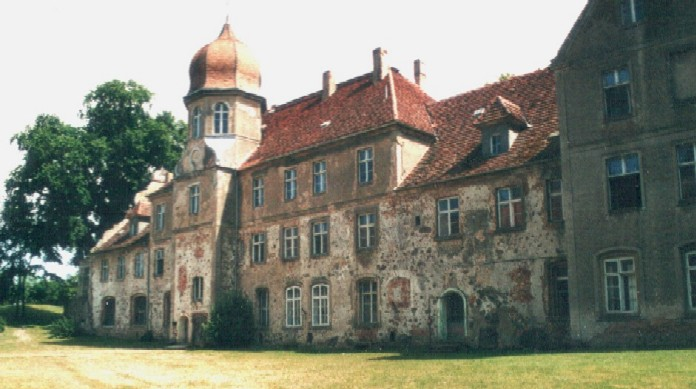
Schloss der Festung Spantekow

Spantekow ist eine Gemeinde im Landkreis Vorpommern-Greifswald in Mecklenburg-Vorpommern, Deutschland. Sie liegt an der Grenze zwischen Vorpommern und Mecklenburg. Die Gemeinde wird vom Amt Anklam-Land mit Sitz in der Gemeinde verwaltet.

## Geografie und Verkehr
Spantekow liegt auf der Geestplatte zwischen unterer Peene und Landgraben wenige Kilometer nördlich des Landgrabens. Das Gemeindegebiet reicht bis in das vom Landgraben durchzogene Urstromtal. Die Bundesstraße 199 läuft fünf Kilometer nördlich vorbei, die Bundesstraße 197 etwa sieben Kilometer östlich. Die Stadt Anklam liegt etwa 15 Kilometer nordöstlich, die Anschlussstelle Anklam der Bundesautobahn 20 dagegen 15 Kilometer westlich.

## Ortsteile
- Dennin
- Drewelow
- Fasanenhof
- Janow
- Japenzin
- Neuendorf B
- Rehberg
- Rebelow
- Schwerinshorst
- Spantekow

Wüstungen und Wohnplätze im Gemeindebereich
- Bruchmühle (Wüstung)
- Lanzkron (historisch)
- Stern (historisch)

Die Gemeinde ist seit dem 1. Januar 2005 Amtssitz des Amtes Anklam-Land und war vorher Amtssitz des Amtes Spantekow.
Zeitgleich mit den Kommunalwahlen in Mecklenburg-Vorpommern am 7. Juni 2009 wurden die bis dahin eigenständigen Gemeinden Japenzin und Drewelow nach Spantekow eingemeindet. Zum 1. Januar 2012 folgte die Gemeinde Neuendorf B.

## Geschichte

### Dennin
Dennin wurde 1289 erstmals als Donyn urkundlich genannt. 1698 wurde dann zum ersten Mal die aktuelle Schreibweise angewendet. Der slawische Gründungsname bedeutet „Eichholz“.
Der alte Dorfkern bestand aus der Kirche, zu einer Filialgemeinde von Japenzin gehörend, später Iven, einer Schule (heute Wohnhaus), einer Schmiede, Wohnhäusern und Stallungen, gruppiert um einen Dorfanger und einem Teich, der später als Löschwasserteich genutzt wurde. Der hölzerne Schlauchturm wurde in den 1960er Jahren abgerissen, Reste des Geräteschuppens stehen noch.
Mit dem Bau der Kleinbahn und der Molkerei entwickelte sich Dennin immer mehr von einem Angerdorf weg. Bereits seit 1897 wurde Dennin an die Kleinbahn Friedland-Jarmen der Mecklenburg-Pommersche Schmalspurbahn (MPSB) angeschlossen und bekam auch einen noch erhaltenen Bahnhof. Die Station hatte seit 1950 den Namen Wegezin-Dennin. Beim Dorf zweigte auch die Linie nach Janow und zum anderen nach Stretense ab. Das Gut selbst erhielt über Weichen sogar zwei Gleisanschlüsse. 1945 wurden Trassen teilweise demontiert. Bis 1969 fuhr die „Kleinbahn“ noch von Anklam über Dennin nach Friedland und zurück. Große Mengen von Zuckerrüben lagerten zwischenzeitlich am Ort und wurden nach Anklam in die Zuckerfabrik transportiert. Die Wohnungen um den Bahnhof herum waren den Reichsbahn-Angestellten vorbehalten, bis der Betrieb eingestellt wurde.
Dennin war vormals ein typisches Gutsdorf mit dem dominierenden Gut und der Landarbeiterkatenzeile. Die Besitzung gehörte lange zum Güterkomplex Spantekow der Familie von Schwerin. Dann wurde es durch Victor Graf Schwerin übernommen und 1874 an die Gräflich v. Zieten-Schwerin`sche Fideikommiß-Stiftung verkauft. Nach Aufhebung dieser gebundenen Stiftung 1924 wurde Dennin ein freies Gut, ein Allodialbesitz. Somit kam das Gut in die Hände von Friedrich Wilhelm Karl von Schwerin, dem ältesten Sohn des bekannten Albert Graf von Zieten-Schwerin. Gutsherrin wurde so dessen Schwiegertochter Helene, geborene Freiin von Knigge (1890–1966). Als Pächerin agierte Elisabeth von Schwerin, geborene von Hahnke (1874–1949). Das Gut selbst leitete Administrator Müggenburg. Vor der Bodenreform gehörten zum Rittergut 920 ha Fläche. Davon waren 817 ha Acker und 74 ha Wiesen, einen Waldbesitz gab es nicht. Das Gut hatte zwei Vorwerke. Eines hieß Flemmingsfelde, wo dem heute nur die Alteingesessenen wissen, wo es lag und nur noch einige Büsche an den Standort erinnern. Das zweite hieß Stern und bestand aus einem Verwalterhaus, drei Wohnhäusern, Stallungen und Schuppen und lag an der alten Kleinbahnabzweigung. Stern wurde erstmals 1822 als solches im Ortsverzeichnis genannt. 1835 wurde der Ort auch in dem Preußischen Urmeßtischblatt gezeichnet. Um 1900 hatte es einen Haltepunkt und einen eigenen Gleisanschluss an die Kleinbahn Friedland-Jarmen bis 1945. Nach 1920 lag der Wohnplatz bereits einmal wüst.
Nach dem Krieg entstanden erst Neubauernsiedlungen und dann größere Neubauten (3) südöstlich des Gutes, der Schwerpunkt des Dorfes verschob sich hierher, das alte Dorf wurde dann Unterdorf genannt. Vom Gut blieben das Herrenhaus und einige Wirtschaftsgebäude erhalten und vom VEG (Saatzucht) ausgebaut, nordöstlich entwickelte sich der Landwirtschaftsbetrieb weiter. Nach dem Zweiten Weltkrieg wurde ein Kulturhaus errichtet.
Am 1. Januar 1951 wurde Dennin nach Wegezin eingemeindet. Aus dem Vorwerk Stern zogen die die letzten Familien zogen Ende der 1960er Jahre nach Dennin.
1990 wurde eine große Mülldeponie des Landkreises Ostvorpommern, jetzt Landkreis Vorpommern-Greifswald, angelegt. Sie wird bis heute betrieben.
Heute erinnern noch die Kopfsteinstraße und der Baumbestand und die Mülldeponie seit den 1980er Jahren daran.

### Fasanenhof
Fasanenhof wurde als Vorwerk zum Gut Drewelow vor 1835 (lt. Preuß. Urmeßtischblatt) angelegt und auch mit dem Namen „Vorwerk Drewelow“ benannt. Erst 1957 wurde der Name „Fasanenhof“ in die Ortslisten aufgenommen.
Fasanenhof ist ein typisches Gutsdorf mit dem dominierenden Gut (hier Vorwerk) und der Landarbeiterkatenzeile. Diese Struktur blieb bis heute fast unverändert erhalten. Ställe, Verwalterhaus und andere Wirtschaftsgebäude, sowie der kleine Park sind noch vorhanden, lediglich ein Gebäude ist eingestürzt, dient aber mit den Umfassungsmauern als Lagerplatz.
Bis Fasanenhof verlief seit 1897 eine Nebenstrecke der Kleinbahn Jarmen–Friedland der Mecklenburg-Pommersche Schmalspurbahn (MPSB) von Dennin über Spantekow bis hier her. Sie wurde, wie alle, 1945 abgebaut.

### Janow
Janow wurde 1183 erstmals urkundlich als Chabowe und dann 1267 als Janowe erwähnt.

### Japenzin
Japenzin wurde im Jahr 1292 erstmals als Iapentzin urkundlich erwähnt.

### Neuendorf B
Neuendorf B wurde erstmals 1441 als „Nyendorf“ urkundlich genannt. Es ist eine frühdeutsche Gründung als neues Dorf während der Ostexpansion. Mit dem Zusatz B wurde es 1779 versehen, dann aber hieß es Neuendorf bei Janow und erst ab 1957 Neuendorf B.

### Rebelow

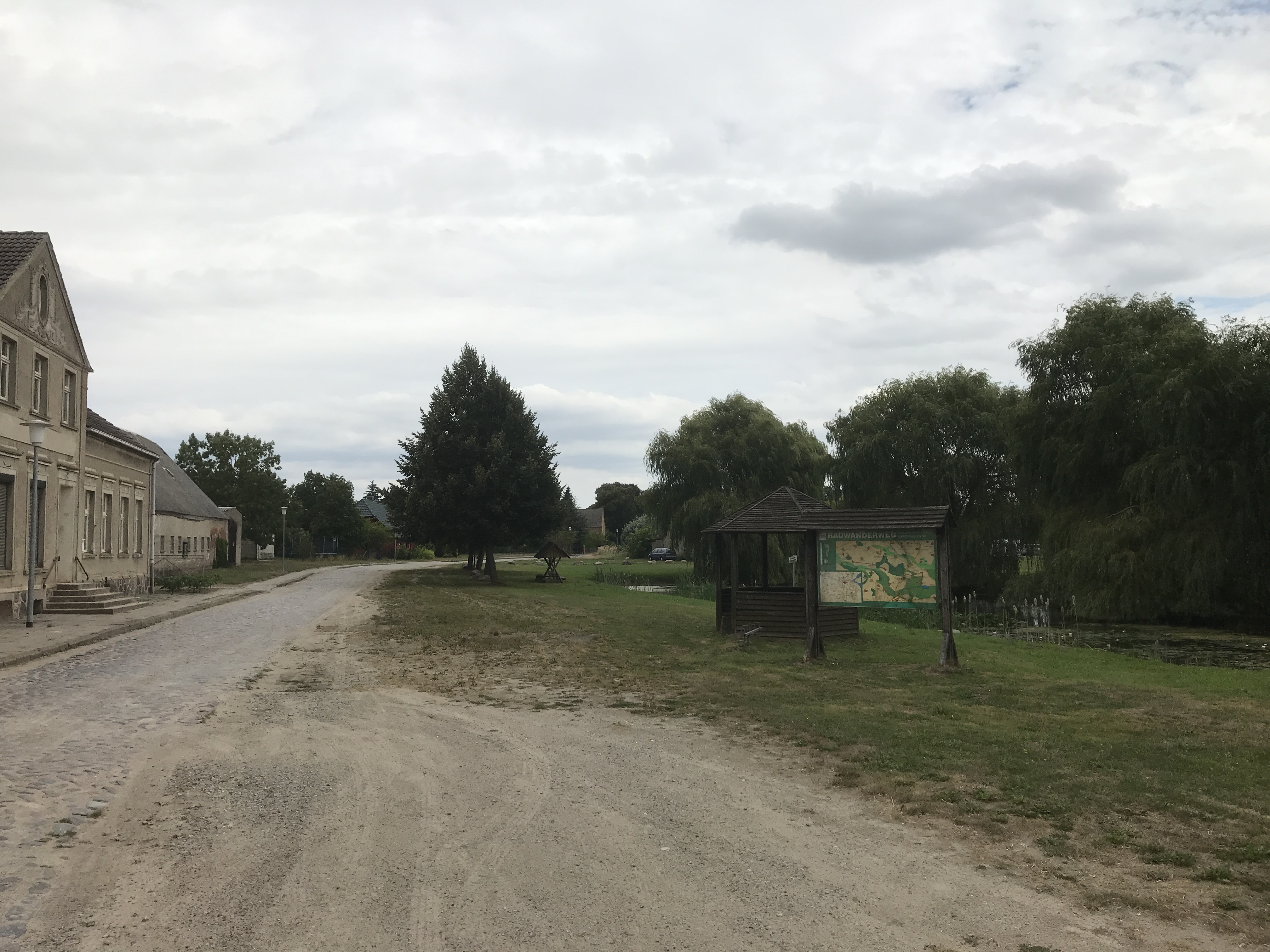
Dorfanger vom Rebelow

Rebelow wurde erstmals 1494 als „Röbelow“ urkundlich erwähnt. Der slawische Name bedeutet so viel wie „Sperling“.
Der Ort wurde am 1. Juli 1950 eingemeindet.

### Rehberg

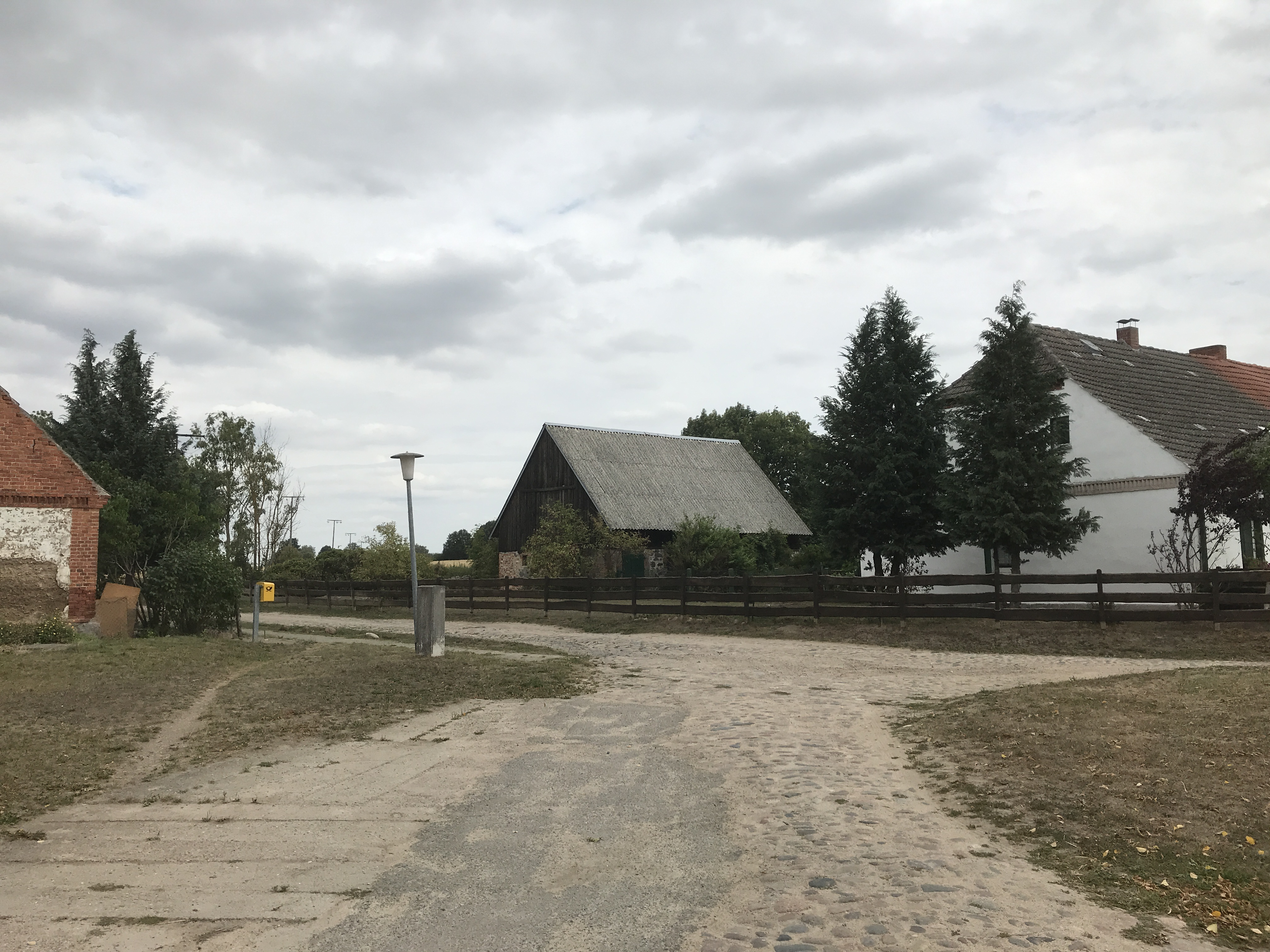
Dorfanger von Rehberg

Rehberg wurde 1475 als „Reberge“ erstmals urkundlich erwähnt. Niemeyer nennt als Ersterwähnung erst 1520, aber mit dem gleichen Namen. Der Ortsname war Namenspatron einer genealogischen Familienlinie der von Schwerin, genannt von Schwerin-Rehberg und Schwerin-Rehberg-Wustrau. Philipp Julius von Schwerin (1662–1712) war deren Begründer. Sein Sohn Philipp Bogislav von Schwerin-Rehberg brachte es bis zum preußischen Generalleutnant und erhielt die höchste militärische Auszeichnung, den Pour le mérite. Auch dessen Bruder Friedrich Julius von Schwerin erreichte diesen Dienstrang. Friedrich Julius, verheiratet mit Elisbath von Wulffen, trat wie später sein Sohn der Generalmajor Philipp Adolph von Schwerin in den Johanniterorden ein. In der evangelischen Kongregation war auch der Ururenkel des Erstgenannten, der Landschaftsrat Wilhelm Ludwig von Schwerin (1801–1865), Gutsbesitzer von Janow, Rehberg, Lantzkron und Bartow. Ende des 19. Jahrhunderts wird im Kontext mit dem Standort eines Fundes in 1840 bei Postow sogar von der Ortsbetitelung Schwerin-Rehberg geschrieben. Das Haus Rehberg, Wilhelm von Schwerin und seine Ehefrau Karoline von Zieten-Lögow (1808–1853), begründen dann die Schwerinsche Familienstiftung. Und so nimmt der zweite Sohn Albert bei der Ernennung zum preußischen Grafen nach dem Recht der Primogenitur aus je standesgemäßer adeliger Ehe den Namen von Zieten-Schwerin an. Der Graf wird Vorstandsmitglied des Familienverbandes und Nutznießer verschiedener Familienfideikommisse, nimmt offiziell seinen Hauptwohnsitz auf seinem brandenburgischen Gut Wustrau ein. Er blieb aber auch der Grundbesitzer auf Rehberg, seinem Geburtsort. Letzte Rehberger Gutsherren sind die Nachfahren Wilhelm von Schwerin-Janow und sein Sohn Wolf-Dietrich von Schwerin, Betriebsgröße 491 ha.

### Schwerinshorst
Schwerinshorst wurde erstmals 1865 namentlich erwähnt. Es liegt genau 2,3 km südlich der Festung Spantekow im großen Spantekower Forst, das den Schwerinern gehörte und deshalb ihren Namen trug. Es war ein Forstgehöft auf einer rechteckigen Lichtung des genannten Forstes. Es ist auch heute noch bewohnt.

### Spantekow
Spantekow wurde 1275 als „Spantecow“ das erste Mal und am 12. August 1321 urkundlich erwähnt und ist vom slawischen Namen her mit „starker Recke“ gedeutet. Die Burg Spantekow wurde 1258 als „Castrum Spantecowe“ erstmals erwähnt. Diese Burg wurde beseitigt, es blieb nur der Rest eines Wehrturmes im Nordteil der Anlage.
1558 bis 1567 wurde unter Ulrich I. von Schwerin die Festungsanlage mit Schloss erbaut. Der Renaissanceburg wurden später ein Barockturm und beide zweigeschossige Seitenflügel angebaut.
Bis zum Dreißigjährigen Krieg war der Ort im Besitz der Familie Schwerin. Die Geschichte des Ortes ist eng mit der Geschichte der Festung verbunden. Nach dem Dreißigjährigen Krieg wurde die Anlage schwedisch, sie war im Besitz der Familie von Steenbock. Aber bereits 1677 belagerte und eroberte der große Kurfürst Friedrich Wilhelm von Brandenburg den Ort und die Festung und zerstörte sie größtenteils.
Nach dem Nordischen Krieg kam 1720 das als Altvorpommern bezeichnete Gebiet südlich der Peene an Preußen, der Staat zog das Lehen von Spantekow ein und behielt es als Domäne. Die Schwerins prozessierten und gewannen aber erst viel später.
1833 bis 1945 waren Ort und Festung nach Enteignung durch den preußischen König wieder im Besitz der Familie von Schwerin. Spantekow galt als der Hauptsitz dieses Adelsgeschlechts, was mit dem Jubiläumsstein 1178/1928 im Ort manifestiert wurde.
Nach 1945 war im Schloss ein Altersheim untergebracht noch bis 1990. Mehrmals wurde die Festung archäologisch untersucht und partiell gesichert. Auch in den 1990er Jahren wurden durch Arbeitsbeschaffungsmaßnahmen mehrmals Säuberungen vorgenommen.
Seit 1999 ist die Burg wieder in Privatbesitz.

### Bruchmühle (Wüstung)
Die Bruchmühle wurde erstmals 1698 erwähnt. Mühle und Wohnplatz lagen am Talhang zum Großen Landgraben südlich von Spantekow. Der Mühlbach kam von Borntin und bildete vor der Mühle in dem Erosionseinschnitt einen Stauteich. Die Mühle mit Wohnplatz wurde noch 1920 im MTB (Messtischblatt) erwähnt, seit 1932 ist alles verschwunden.

### Lanzkron (Wüstung)
Lanzkron, auch Landskron wurde als Dambrowe 1183 erstmals urkundlich erwähnt. Der Name bedeutet slawisch „Eichwald“. Beim Bau der Festung „Landskron“ 1576–1579 wurde der Ort, der ca. 550 Meter nördlich der jetzigen Festung lag, in Landskron, dann aber zur Unterscheidung zur Veste in „Lanzkron“ umbenannt, weil das gesamte Gebiet mit der Lanze „erworben“ wurde. Noch bis 1932 existierte der Name des zu Janow gehörenden Vorwerks. Der Name existiert auch noch durch den Namen des südwestlich von Janow liegenden Forsthauses Lanzkron lt. MTB 1920, das jetzt aber Forsthaus Janow genannt wird.

### Stern (Wüstung)
Stern wurde erstmals 1822 als solches im Ortsverzeichnis genannt. 1835 wurde der Ort auch in dem Preußischen Urmeßtischblatt gezeichnet. Es war wohl als Vorwerk zum Gut Dennin angelegt worden. Um 1900 hatte es einen Haltepunkt und einen eigenen Gleisanschluss an die Kleinbahn Friedland-Jarmen bis 1945. Nach 1920 lag der Ort wüst und dann wurde nach 1990 eine große Mülldeponie des Landkreises Ostvorpommern, jetzt Landkreis Vorpommern-Greifswald, angelegt und bis heute betrieben.

## Politik

### Gemeinderat und Bürgermeister
Der Gemeinderat in Spantekow besteht aus zehn Ratsmitgliedern, die bei der Kommunalwahl am 9. Juni 2024 in einer Verhältniswahl gewählt wurden, und der ehrenamtlichen Bürgermeisterin als Vorsitzender.
| Partei / Liste              | Sitze 2024 | Sitze 2019 |
| CDU                         | 8          | 7          |
| SPD                         | –          | 1          |
| Wählergemeinschaft Japenzin | –          | 1          |
| Einzelbewerber *            | 2          | 1          |
| Gesamt                      | 10         | 10         |
| Wahlbeteiligung:            | 63,2 %     | 53,7 %     |

Dörte Müller wurde am 10. Juli 2024 Bürgermeisterin von Spantekow. Bei der Direktwahl am 9. Juni 2024 war sie als einzige Bewerberin mit einem Stimmenanteil von 72,50 % für fünf Jahre gewählt worden. Müllers Vorgänger Gerold Klien war bei der Kommunalwahl 2019 mit 62,2 Prozent der gültigen Stimmen erfolgreich gewesen.

### Wappen, Flagge, Dienstsiegel
Die Gemeinde verfügt über kein amtlich genehmigtes Hoheitszeichen, weder Wappen noch Flagge. Als Dienstsiegel wird das kleine Landessiegel mit dem Wappenbild des Landesteils Vorpommern geführt. Es zeigt einen aufgerichteten Greifen mit aufgeworfenem Schweif und der Umschrift „GEMEINDE SPANTEKOW * LANDKREIS VORPOMMERN-GREIFSWALD“.

## Sehenswürdigkeiten
- Kirche Spantekow
- Festung Spantekow
- Kirche Japenzin
- Kirche Dennin
- Kirche Rebelow
- Burg Landskron

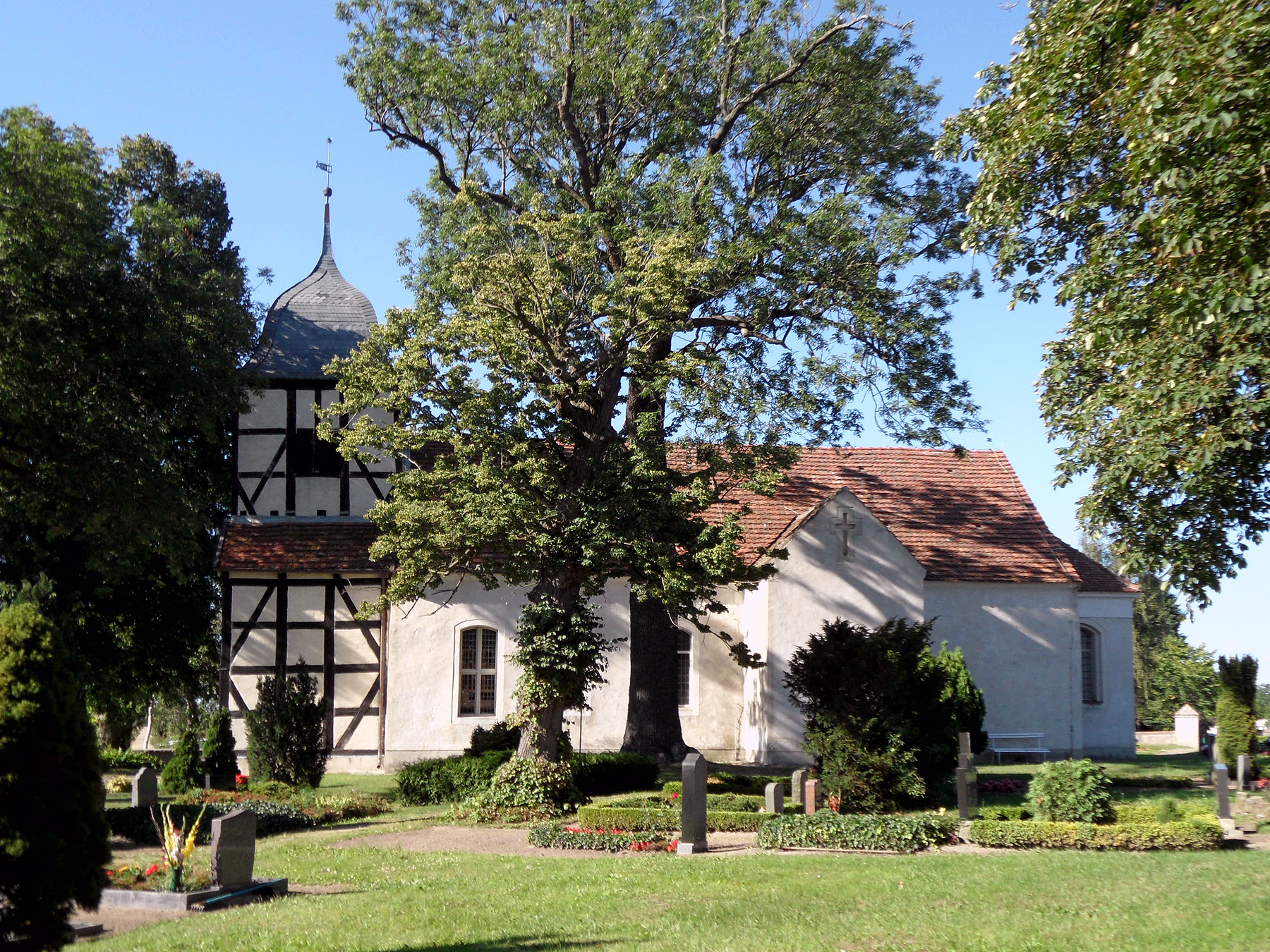
Kirche in Spantekow

- Burgwall Janow, Slawischer Burgwall, auch bezeichnet als „Schwedenschanze“
- Gutsanlage Janow mit Park und Turmhügel
- Vielzahl von Großsteingräbern (Neolithikum), Hügelgräbern (Bronzezeit) und Steinriegeln, sowie Steinschlägerplätzen aus der Neuzeit in der Gemarkung Janow. Bei Janow-Ausbau wurde archäologisch auch ein Körpergräberfeld aus der Bronzezeit, der vorrömischen Eisenzeit (VEZ – 200 v. Chr.: Dendroprobe, Waffenfund) und der römischen Kaiserzeit (RKZ) bei einer Erdgastrassenerneuerung gefunden und streifenweise ausgegraben.

## Persönlichkeiten

### In Spantekow geboren
- Philipp Bogislav von Schwerin (1700–1751), preußischer Generalleutnant, Ritter des Pour le Mérite, geboren in Rehberg
- Johann Christoph Adelung (1732–1806), Sprachforscher
- Albert Graf von Zieten-Schwerin, (1835–1922), Gutsbesitzer, Mitglied des preußischen Staatsrats, geboren in Rehberg
- Gottfried Jungmichel (1902–1981), Arzt, Hochschullehrer und Politiker (FDP)
- Herbert Appel (1907–1993), deutsch-chilenischer Chemiker, Hochschullehrer, chilenischer Nationalpreisträger

### Mit Spantekow verbunden
- Christian Bartelt (* 1976), Politiker (FDP), lebt in Spantekow